# 比约恩·赛根
比约恩·赛根（Bjorn Seguin，1990年4月4日—），美國男子羽毛球運動員。

## 簡歷
比约恩·赛根在美國出生，3歲時移居法國，之後又於新西蘭居住。
2015年8月，比约恩·赛根參加印尼雅加達舉行的世界羽毛球錦標賽，與马修·福格提合作出戰男子雙打項目，首圈就以0比2（18-21、8-21）不敵印尼的安德烈·阿迪斯提亚/亨德拉·阿普利达·古纳万出局。
2017年8月，赛根參加蘇格蘭格拉斯哥舉行的世界羽毛球錦標賽，出戰男子單打項目，首圈就以0比2（10-21、15-21）不敵德國的马克·茨维布勒出局。

## 主要比賽成績
只列出曾進入準決賽的國際賽事成績：
| 年份   | 賽事                         | 公開賽級別 | 項目     | 拍檔               | 成績   |
| ------ | ---------------------------- | ---------- | -------- | ------------------ | ------ |
| 2009年 | 維多利亞羽毛球未來系列賽     | 未來系列賽 | 男子雙打 | 奥利弗·莱顿-戴维斯 | 準決賽 |
| 2010年 | 墨西哥羽毛球國際賽           | 未來系列賽 | 男子單打 | －                 | 亞軍   |
| 2010年 | 墨西哥羽毛球國際賽           | 未來系列賽 | 混合雙打 | Deyanira Angulo    | 亞軍   |
| 2012年 | 大溪地羽毛球國際挑戰賽       | 國際挑戰賽 | 男子單打 | －                 | 準決賽 |
| 2013年 | 大溪地羽毛球國際挑戰賽       | 國際挑戰賽 | 男子雙打 | Yoann Turlan       | 準決賽 |
| 2013年 | 加勒比地區羽毛球聯合會國際賽 | 未來系列賽 | 男子單打 | －                 | 亞軍   |
| 2013年 | 加勒比地區羽毛球聯合會國際賽 | 未來系列賽 | 男子雙打 | 加雷斯·亨利        | 冠軍   |
| 2013年 | 聖多明哥羽毛球公開賽         | 國際系列賽 | 男子單打 | —                  | 準決賽 |
| 2013年 | 墨西哥羽毛球國際賽           | 國際系列賽 | 男子單打 | —                  | 準決賽 |
| 2013年 | 波多黎各羽毛球國際挑戰賽     | 國際挑戰賽 | 男子雙打 | 马修·福格提        | 準決賽 |
| 2014年 | 吉拉爾迪拉羽毛球賽           | 國際系列賽 | 男子單打 | －                 | 亞軍   |
| 2014年 | 吉拉爾迪拉羽毛球賽           | 國際系列賽 | 男子雙打 | 马修·福格提        | 亞軍   |
| 2014年 | 荷蘭羽毛球國際賽             | 國際系列賽 | 男子單打 | －                 | 準決賽 |
| 2014年 | 智利羽毛球國際賽             | 國際系列賽 | 男子雙打 | 阿诺·格宁          | 冠軍   |
| 2014年 | 危地馬拉羽毛球國際賽         | 國際挑戰賽 | 男子單打 | －                 | 準決賽 |
| 2014年 | 泛美洲羽毛球錦標賽           | 其他       | 男子單打 | －                 | 亞軍   |
| 2014年 | 泛美洲羽毛球錦標賽           | 其他       | 男子雙打 | 马修·福格提        | 季軍   |
| 2014年 | 摩洛哥羽毛球國際賽           | 國際系列賽 | 男子單打 | －                 | 準決賽 |
| 2015年 | 秘魯羽毛球國際系列賽         | 國際系列賽 | 男子單打 | －                 | 準決賽 |
| 2015年 | 秘魯羽毛球國際系列賽         | 國際系列賽 | 男子雙打 | 马修·福格提        | 準決賽 |
| 2015年 | 墨西哥羽毛球國際賽           | 國際系列賽 | 男子雙打 | 马修·福格提        | 準決賽 |
| 2015年 | 哥倫比亞羽毛球國際賽         | 國際系列賽 | 男子單打 | －                 | 冠軍   |
| 2015年 | 哥倫比亞羽毛球國際賽         | 國際系列賽 | 男子雙打 | 阿图罗·埃尔南德斯  | 準決賽 |
| 2015年 | 阿根廷羽毛球國際賽           | 國際系列賽 | 男子單打 | －                 | 冠軍   |
| 2015年 | 阿根廷羽毛球國際賽           | 國際系列賽 | 混合雙打 | 玛丽安娜·乌加尔德  | 準決賽 |
| 2015年 | 摩洛哥羽毛球國際賽           | 國際系列賽 | 男子單打 | －                 | 準決賽 |
| 2016年 | 美國羽毛球國際賽             | 國際系列賽 | 男子雙打 | 马修·福格提        | 亞軍   |
| 2016年 | 美國羽毛球國際賽             | 國際系列賽 | 混合雙打 | 玛丽安娜·乌加尔德  | 準決賽 |
| 2016年 | 秘魯羽毛球國際系列賽         | 國際系列賽 | 男子單打 | —                  | 準決賽 |
| 2016年 | 牙買加羽毛球國際賽           | 國際系列賽 | 混合雙打 | 玛丽安娜·乌加尔德  | 亞軍   |
| 2016年 | 吉拉爾迪拉羽毛球賽           | 國際系列賽 | 混合雙打 | 玛丽安娜·乌加尔德  | 亞軍   |
| 2017年 | 泛美洲羽毛球錦標賽           | 其他       | 男子單打 | －                 | 季軍   |
| 2017年 | 摩洛哥羽毛球國際賽           | 國際系列賽 | 男子雙打 | 弗洛朗·里安喬      | 冠軍   |

| 2007-2017年 | 首要超級賽 | 超級賽 | 黃金大獎賽 | 大獎賽 | 國際挑戰賽 | 國際系列賽 | 未來系列賽 | 其他 |

| 2018-2026年 | 總決賽 | 超級1000賽 | 超級750賽 | 超級500賽 | 超級300賽 | 超級100賽 | 國際挑戰賽 | 國際系列賽 | 未來系列賽 | 其他 |

### 奧運會和世錦賽參賽紀錄
|          | 搭檔        | 2015 | 2016 | 2017 |
| -------- | ----------- | ---- | ---- | ---- |
| 男子單打 | －          | －   | －   | 64強 |
|          |             |      |      |      |
| 男子雙打 | 马修·福格提 | 48強 | －   | －   |